# Stazione di Cassano all'Ionio
La stazione di Cassano all'Ionio era una stazione ferroviaria della ferrovia Lagonegro-Spezzano Albanese, a servizio dell'omonimo centro urbano, posta a metà percorso del tronco della linea tra la stazione di Castrovillari e la stazione capolinea di Spezzano Albanese.

## Storia
Nel 1905 lo Stato italiano approvò la realizzazione della ferrovia a scartamento ridotto Lagonegro-Spezzano Albanese e diede inizio alla costruzione del tronco Castrovillari-Spezzano.
Le convenzioni del 1910 stipulate con la Società per le Strade Ferrate del Mediterraneo affidarono a quest'ultima il completamento e l'esercizio stesso dell'intera linea che, nell'ambizioso progetto originale, avrebbe dovuto far parte di una trasversale che mirava a collegare, sfruttando anche la rete nazionale a scartamento ordinario tramite interposizione di una terza rotaia, la Puglia con la Calabria, passando per la Basilicata e la Campania.
I fabbricati (stazioni, caselli, case cantoniere) di questa tratta risultano, infatti, diversi da quelli dell'intera rete FCL (segno della diversa progettazione) e molto più simili a quelli della linea ad aderenza artificiale Paola-Cosenza.
Le Ferrovie dello Stato utilizzarono, inoltre, la cremagliera di tipo Strub per ovviare ai dislivelli caratteristici di queste zone.
In un primo momento il progetto prevedeva di far passare la linea attraverso la località "Vigne" di Castrovillari escludendo in tal modo la città di Cassano dalla ferrovia ma, in seguito a vere e proprie sommosse popolari e all'intervento dei politici cassanesi, se ne ottenne il passaggio attraverso la valle del fiume Eiano, servendo in tal modo non solo la città di Cassano, ma anche i centri abitati di Civita e Frascineto.
Dopo alcune prove tecniche nel 1914, il 15 settembre del 1915 iniziarono le corse regolari tra Castrovillari e Spezzano Albanese effettuate da locomotive a vapore gruppo R.370 prese a noleggio dalle Ferrovie dello Stato.
L'arrivo del treno servì a far uscire i cassanesi dall'isolamento: molte persone potevano recarsi nella vicina Castrovillari con più facilità e velocità mentre altre potevano arrivare a Cassano per recarsi a lavorare nella manifattura dei tabacchi o frequentare i bagni termali (entrambi questi complessi sono adiacenti alla stazione). Oppure visitare l'abbazia della Madonna della Catena in occasione della festa che cade la seconda domenica di maggio.
Dalla metà degli anni trenta in poi l'avvento dei mezzi su gomma iniziò a sottrarre traffico alla ferrovia: gli autobus transitavano per la strada principale e le fermate erano più vicine alle abitazioni di quanto non lo fosse la stazione che si trovava a fondovalle.
Per cercare di ovviare alla diminuzione del traffico passeggeri vennero introdotte le automotrici per tutte le corse previste in orario, tuttavia la frequentazione si ridusse ulteriormente nel secondo dopoguerra divenendo talmente esigua da non giustificare la spesa per il consolidamento dell'arcata di un viadotto, nei pressi della stazione, ceduta alla fine degli anni sessanta sia per la natura instabile dei terreni, sia per la scarsissima manutenzione. L'evento portò alla chiusura definitiva del tronco e della stazione; otto anni più tardi fu chiusa l'intera linea.

### Anni 2000
Poco dopo la chiusura della linea tutti i fabbricati sono stati trasformati in abitazioni e ciò è avvenuto anche al fabbricato degli alloggi della stazione.
Il fabbricato viaggiatori è invece rimasto abbandonato per anni fino a quando fu trasformato in un esercizio pubblico.
L'armamento e la piattaforma girevole sono stati tolti e la sede dei binari è diventata una larga strada asfaltata, mentre nel resto dell'area ferroviaria hanno trovato posto un parco giochi, un giardino pubblico e un'elegante passeggiata.
Qualche anno fa il consiglio comunale scelse quest'area come mercato rionale, ma dopo poco tempo il mercato tornò a svolgersi nella sua storica sede per lo stesso motivo che portò all'abbandono della ferrovia: a causa dell'eccessiva distanza e della scomoda collocazione della stazione.

## Strutture e impianti
Pur essendo di modeste dimensioni, la stazione era composta da due fabbricati: quello per gli alloggi e quello per i viaggiatori. Vi erano: il serbatoio idrico, le ritirate e la piattaforma girevole.
Erano presenti tre binari per il servizio passeggeri che si univano poco dopo la stazione, sotto un cavalcavia in direzione di Castrovillari.